# Канале Нуово (Терни)
Канале Нуово је насеље у Италији у округу Терни, региону Умбрија.
Према процени из 2011. у насељу је живело 563 становника. Насеље се налази на надморској висини од 349 м.